# Петер Пазмань
Петер Пазмань (угор. Pázmány Péter; 4 жовтня 1570, Орадя, Румунія — 19 березня 1637, Братислава, нині Словаччина) — угорський єзуїт, кардинал, угорський філософ, оратор, що поклав початок літератури угорською живою мовою. Також католицький адміністратор у Словаччині, зокрема засновник Трнавського університету та один із ключових діячів Контрреформації. Певний час навчався у Руському воєводстві Речі Посполитої — у місті Ярослав.

## Біографія
Народився у Великому Варадині (Орадя, нині Румунія). Син батька-протестанта, який посідав посаду віце-ішпана Біхарського кантону, Пазмань — під упливом мачухи — у 13 років прийняв католицтво, згодом вступив у орден єзуїтів. Спочатку навчався у місті Клужі, а потім у Ярославі, Кракові, Відні та Римі. Пазмань пізніше служив священиком у Словаччині — у Шалях, Кошицях і Трнаві.
Блискучий оратор, глибоко відданий католицизму, він з успіхом захищав його інтереси в Угорщині, ставши видатною фігурою Контрреформації. 1616 став деканом словацького краю Тур'єц, того ж року зведений у сан архієпископа і примаса Угорщини, а 1629 кардинала.
Брав участь у кількох дипломатичних місіях в інтересах династії Габсбургів, зокрема 1617 провадив переговори з князем Трансильванії Габором Бетленом. 1618, у Братиславі, особисто коронував австрійського імператора Фердинанда Габсбурга ІІ-го.
Його твори, особливо написаний 1613 «Hodegeus», важливі як в літературному, так і в церковно-політичному відношенні. Бо він фактично заснував угорську літературу живою фіно-угорською мовою.
Він заснував 1623 віденський «Pazmaneum» (семінарія для кліриків угорських діоцезів), 1635 Трнавський університет, перенесений згодом в Будапешт, і безліч інших католицьких навчальних закладів. Пазмань заснував два францісканських монастирі у Словаччині — в Нове Замки і Кремниці, допомагав бідним студентам з Угорщини. Його ім'ям названо Католицький університет Угорщини.
Похований у Братиславі, у костелі Святого Мартина.

## Вшанування
Його ім'ям в 1867 році у Відні названо вулицю — Pazmanitengasse.